# Elitserien i baseboll 1993
Elitserien i baseboll 1993 var den för 1993 års säsong högsta serien i baseboll i Sverige. Totalt deltog 8 lag i serien, där alla lag spelade mot varandra två gånger vilket gav totalt 14 omgångar. Efter detta gick de fyra främsta till fortsättningsserie A och de fyra sämsta till fortsättningsserie B. I A-serien spelade alla lag mot varandra ytterligare fyra gånger vilket gav totalt 12 omgångar. De två främsta gick till semifinal och de två sämsta till kvartsfinal. I B-serien spelade alla lag mot varandra fyra gånger vilket gav totalt 12 omgångar och de två främsta gick till kvartsfinal medan det sämsta laget gick till nedflyttningskval.

## Grundserien
| Nr | Lag        | Matcher | Vunna | Förlorade | Vinstprocent |
| -- | ---------- | ------- | ----- | --------- | ------------ |
| 1  | Leksand    | 14      | 13    | 1         | 0.929        |
| 2  | Skellefteå | 14      | 12    | 2         | 0.857        |
| 3  | Sundbyberg | 14      | 11    | 3         | 0.786        |
| 4  | Alby       | 14      | 7     | 7         | 0.500        |
| 5  | Rättvik    | 14      | 6     | 8         | 0.429        |
| 6  | Stockholm  | 14      | 4     | 10        | 0.286        |
| 7  | Vidingsjö  | 14      | 3     | 11        | 0.214        |
| 8  | Göteborg   | 14      | 0     | 14        | 0.000        |

## Fortsättningsserie A
| Nr | Lag        | Matcher | Vunna | Förlorade | Vinstprocent |
| -- | ---------- | ------- | ----- | --------- | ------------ |
| 1  | Skellefteå | 12      | 11    | 1         | 0.917        |
| 2  | Leksand    | 12      | 6     | 6         | 0.500        |
| 3  | Sundbyberg | 12      | 6     | 6         | 0.500        |
| 4  | Alby       | 12      | 2     | 11        | 0.083        |

## Fortsättningsserie B
| Nr | Lag       | Matcher | Vunna | Förlorade | Vinstprocent |
| -- | --------- | ------- | ----- | --------- | ------------ |
| 1  | Rättvik   | 12      | 11    | 1         | 0.917        |
| 2  | Göteborg  | 12      | 6     | 6         | 0.500        |
| 3  | Vidingsjö | 12      | 4     | 8         | 0.333        |
| 4  | Stockholm | 12      | 3     | 9         | 0.250        |

## Slutspel

### Kvartsfinal
| Nr | Lag        | Matcher | Vunna | Förlorade | Vinstprocent |
| -- | ---------- | ------- | ----- | --------- | ------------ |
| 1  | Sundbyberg | 2       | 2     | 0         | 1.000        |
| 2  | Göteborg   | 2       | 0     | 2         | 0.000        |

| Nr | Lag     | Matcher | Vunna | Förlorade | Vinstprocent |
| -- | ------- | ------- | ----- | --------- | ------------ |
| 1  | Alby    | 2       | 2     | 0         | 1.000        |
| 2  | Rättvik | 2       | 0     | 2         | 1.000        |

### Semifinal
| Nr | Lag        | Matcher | Vunna | Förlorade | Vinstprocent |
| -- | ---------- | ------- | ----- | --------- | ------------ |
| 1  | Skellefteå | 4       | 4     | 0         | 1.000        |
| 2  | Alby       | 4       | 0     | 4         | 0.000        |

| Nr | Lag        | Matcher | Vunna | Förlorade | Vinstprocent |
| -- | ---------- | ------- | ----- | --------- | ------------ |
| 1  | Leksand    | 4       | 4     | 0         | 1.000        |
| 2  | Sundbyberg | 4       | 0     | 4         | 0.000        |

### Final
| Nr | Lag        | Matcher | Vunna | Förlorade | Vinstprocent |
| -- | ---------- | ------- | ----- | --------- | ------------ |
| 1  | Skellefteå | 5       | 4     | 1         | 0.800        |
| 2  | Leksand    | 5       | 1     | 4         | 0.200        |

## Nedflyttningskval
Stockholm nedflyttade.

### Webbkällor
- Svenska Baseboll- och Softbollförbundet, Elitserien 1963-